# Брачевци
Брачевци (на сръбски: Браћевци или Braćevci, старо име Брайкьовци) е село в Западните покрайнини, Сърбия. Разположено е в котловината Горни Висок. Влиза в състава на община Цариброд, Пиротски окръг. Населението му намалява – през 2011 г. то се състои от 5 жители, докато през 2002 г. е 12 души, а през 1991 г. – 28 души. В селото живеят предимно българи.

## История
През 1878 година Берлинския договор определя границата между България и Сърбия като областта Горни Висок остава на българска територия. След промяната на българо-сръбската граница през 1920 г. по Ньойския договор на българска територия остава само част от югоизточната част на Горни Висок, със селата Бърля, Губеш, Комщица и Смолча. Останалата част на Горни Висок включително и село Брачевци остава в Западните покрайнини.